# Djaloumi
Djaloumi (ou Djaloume, Djalume, Dschalume) est un village du Cameroun situé dans le département de la Bénoué et la région du Nord, à proximité de la frontière avec le Tchad. Il fait partie de la commune et du lamidat de Bibemi.

## Population
Lors du recensement de 2005, la localité comptait 2 454 habitants, principalement des Moundang. On y parle le moundang[réf. incomplète].